# Jouy-en-Argonne
Jouy-en-Argonne es una comuna francesa situada en el departamento de Mosa, en la región Grand Est.

## Demografía
| 81 | 86 | 70 | 67 | 60 | 58 | 45 |
| Para los censos de 1962 a 1999 la población legal corresponde a la población sin duplicidades (Fuente: INSEE [Consultar]) |    |    |    |    |    |    |